# Monti Mufu
I monti Mufu (cinese: 幕阜山; pinyin: Mufu Shan; romanizzazione Wade-Giles: Mu-fu Shan) sono una catena montuosa situata al confine tra le province di Hunan, Hubei e Jiangxi, nella Cina centro-orientale. I Mufu si estendono verso nord-est per più di 200 km, dai pressi di Pingjiang nello Hunan alla valle del fiume Yangtze (Chang Jiang) a ovest di Jiujiang. L'altitudine media della catena si aggira sui 1000 m, ma il monte Mufu propriamente detto, la cima dal quale la catena montuosa prende il nome, raggiunge i 1596 m, e il monte Jiugong, più a est, culmina a 1543 m. La catena divide la valle dello Yangtze dalla valle del fiume Xiu. A nord della catena si estende un'area di bassi crinali e colline che declinano nella pianura dello Yangtze. I monti Mufu sono impervi e ricoperti di foreste. La catena è fonte di legname, olio di legno e altri prodotti forestali, e sui suoi versanti crescono piante di tè.